# 諾爾曼·道金
諾爾曼·道金（英語：Norman Dodgin，1921年11月1日—2000年8月）在1947年至1955年間是一位於蓋茨黑德出生的英格蘭足球運動員，司職後衞。
道金在1953年成為艾斯特城的球員兼領隊，到1955年掛靴成為全職領隊。他在1957年至1958年及1958年至1960年分別出任巴羅及奧咸領隊。

## 註腳
1. ↑  （英文）.   [2012-07-10]. （原始内容存档于2012-09-28）.